# 张华明
张华明（1971年—），浙江嘉兴人，汉族，中华人民共和国政治人物、第十二届全国人民代表大会浙江地区代表。
毕业于华东师范大学工商管理专业。2013年，被选为全国人大代表。